# チャ・ウンギ
ウンギ（英: WOONG KI、朝: 웅기、2002年4月23日 - ）は、韓国のアイドル AHOFのメンバー、俳優。

## 略歴
2007年から2010年まで子役「チャジェドル」として複数のテレビドラマに出演していた。
2019年10月4日、サバイバル番組「TO BE WORLD KLASS」に出演。同年12月6日、最終話にてTOOのメンバーとしてデビューが決定
2020年4月1日、ミニアルバム「REASON FOR BEING: 仁」をリリースしてTOOのメンバーとしてデビュー。
2021年3月29日、所属のグループ名が「TOO」から「TO1」に改名。同年5月20日、TO1としてミニアルバム「RE:BORN」をリリース。
2022年6月17日、TO1からの脱退を発表。
2023年、Mnetのオーディション番組「BOYS PLANET」に出演。4月13日放送の3次生存者発表式にて最終順位20位で脱落。
2024年、SBSとF&Fエンターテインメントのオーディション番組「UNIVERSE LEAGUE」に出演。最終順位チーム内1位でデビュー決定。2025年、AHOFとしてデビュー予定。
2025年7月1日、AHOFのメンバーとしてデビュー。

## 出演

### テレビドラマ
- 黄金の新婦（2007年、SBS）
- 嫁の全盛時代（2007年、KBS2）
- 王と私（2007年、SBS）
- イ・サン（2007年、MBC）
- その女が恐ろしい〜屈辱と復讐の果てに〜（2007年、SBS）
- 必殺! 最強チル（2007年、KBS2）
- オンエアー（2007年、SBS）
- 鴨緑川は流れる（2008年、SBS）
- 千秋太后（2009年、KBS2）
- 家への道（2009年、KBS1）
- 緑色の馬車（2009年、SBS）
- 除衆院（2010年、SBS）
- 近所のウェンス（2010年、SBS）
- 恋愛至上主義区域（2023年）

### 映画
- リトルプリンス（2008年）

### ミュージカル
- サウンド・オブ・ミュージック（2014年）

### ラジオ
- イ・イングァンのfunfun2day（2023年、SBS）

## キャラクター

### 性格
- MBTIはENFPで、人間性がENFPそのもの。
- 自身がとても明るい人で、周りの雰囲気まで明るくできるムードメーカーだ。
- 笑ったり驚いたりする時に体を動かす癖がある。特に笑う時にはピョンピョンと跳ねたりしファンからは子犬のようだと言われる
- BOYS PLANETにて大きなリアクションと持ち前の性格で自身のキャラを視聴者に見せた。
- BOYS PLANETデュアルポジションバトル評価のFeel Specialにてチームを引っ張り、リーダーシップがあることを証明した。
- すごくファン想いだ。ファンからのプレゼントをよく身につけていたり、釜山で行われた自分の誕生日記念カフェにまで足を運んだり、2023年11月11日のペペロデーにはファンにプレゼントとして自身が作ったお菓子とペペロをプレゼントした。
- 人から愛されるのも好きだが愛を与えるのも好きだと言う。そのためかファンの望みをうまく叶えてくれる
- ホラーコンテンツや箱の中身はなんだろなにて臆病であると分かった。だが、ホラー映画等は好んで見るそう。
- 天性のアイドルと評価される人だ。個性やキャラクターを確立して行かなければならない芸能界やアイドル界において上手くこなし、自己プロデュースが上手い人だ。
- 「愛してる」という言葉を重く考えている。そのためむやみやたらに使わず、代わりに「好き」という言葉をよく使う。ファンミーティングではファンに対して「愛してる」の言葉を涙ながらに伝えてくれた。
- 友人知人が多くファンでさえも誰が友達だか覚えきれないほどに知り合いが多い。本人曰く「僕と目があったら友達だよ」とのこと。

### あだ名・愛称
- トイプードル - 動作が子犬のような事、茶髪の時の見た目がトイプードルに似てることが由来だ。
- ウンギボーイ - BOYS PLANET中にてウンギ自身が作ったPRキャッチフレーズが由来の愛称だ。

## 特技
- ガールズグループダンスが上手い。しなやかなダンスから力強いダンスまで上手くこなす
- 場の雰囲気を盛り上げることと、演技が得意。
- 英語が上手だ。発音も綺麗で意思疎通を簡単にこなす。インスタライブなどでは英語圏のファンと英語でコミュニケーションをとる様子も見られる。幼稚園が英語幼稚園だったことが大きな理由みたいとのこと。

## 余談
- ハングルの書き方がフォントのように綺麗で可愛らしいく、縦横を揃えてきっちりと書く。また韓国語以外の言語を書く時もフォントのような可愛らしい字で書く。
- 男尊女卑、LGBTQ、障がい者、非正規労働者などの社会的少数者に対して声をあげ、彼らに対して開かれた態度を持っていると知られている。過去にLGBTQに対する考えを聞かれた時に「貴方がLGBTQを嫌悪するなら僕は貴方が好きじゃない」と答えたりもした。
- ソンドンピョの有名なミームである気絶芸の発案者がウンギだ。